# Christine Truman
Christine Truman Janes (* 16. Januar 1941 in Woodford Green, England) ist eine ehemalige britische Tennisspielerin.

## Karriere
Im Jahr 1959 wurde sie mit 18 Jahren die jüngste Siegerin der French Open. Erst Steffi Graf 1987 und Monica Seles 1990 waren bei ihren Siegen jünger.
Zwischen 1957 und 1965 rangierte sie sechs Jahre in den Top 10 des Damentennis. Ihre höchste Position erreichte sie 1959 mit Platz 2. Zwischen 1957 und 1971 spielte sie im Wightman Cup und gewann ihn 1958, 1960 und 1968 drei Mal. Den Fed Cup konnte sie mit der britischen Mannschaft 1963, 1965 und 1968 gewinnen.

## Persönliches
Ihre Schwester war Nell Truman, mit der sie auch im Doppel in Wimbledon angetreten ist. Im Dezember 1967 heiratete sie Gerald Janes.